# Дмитриенко, Николай Тимофеевич
Никола́й Тимофе́евич Дмитрие́нко (8 марта 1927 — 9 мая 2005) — солист Новосибирского театра оперы и балета, баритон, заслуженный артист РСФСР (28.07.1967); музыкальный педагог.

## Биография
Родился 8 марта 1927 года.
 В 1958 году окончил Киевскую консерваторию, класс А. А. Гродзинского. Пел в Омске.
В 1961—1988 годах — солист Новосибирского театра оперы и балета. Исполнил более 40 партий.
Умер 9 мая 2005 года. Похоронен на Заельцовском кладбище Новосибирска.

## Преподавательская деятельность
Преподавал в Новосибирской государственной консерватории. В числе его учеников:
- Н. П. Коновалов, солист Челябинского театра оперы и балета, заслуженный артист России, лауреат международных конкурсов вокалистов; и
- Пётр Толстенко, солист белорусского Национального академического театра оперы, лауреат:
  - 2001 — Международного конкурса вокалистов имени М. И. Глинки; и
  - 2003 — российского конкурса вокалистов имени В. В. Барсовой (Сочи).

## Награды
- 1967 — заслуженный артист РСФСР.